# Sestav petih ikozaedrov
Sestav petih ikozaedrov je v geometriji sestav uniformnih poliedrov, ki jih sestavlja pet ikozaedrov. Imajo ikozaedrsko simetrijo Ih. Trikotniki tega telesa se lahko razbijejo v dve orbiti za akcijo simetrijske grupe. 40 trikotnikov leži v koplanarnih parih v ikozaederski ravnini, ostali pa ležijo v samostojnih ravninah.

## Kartezične koordinate
Kartezične koordinate oglišč tega telesa so vse ciklične permutacije vrednosti
(0, ±2, ±2τ)
(±τ−1, ±1, ±(1+τ2))
(±τ, ±τ2, ±(2τ−1))
kjer je τ = (1+√5)/2 zlati rez, ki ga včasih pišemo kot φ.